# 嶺南中學 (香港)
嶺南中學（英語：Lingnan Secondary School）為一所香港的津貼中學，於1946年創立，並於1999年遷入位於杏花邨的現址。

## 歷史
嶺南中學的前身—香港嶺南分校的小學部，於1922年成立，初中部於戰後的1946年2月成立，當時校址位於司徒拔道15號。至1950年，香港嶺南分校註冊成立「嶺南中學有限公司」，作為此校的辦學機構，並於四年後增設高中部，成為一所完全中學。
至1963年，此校曾一度設立英文部，並於1978年起入學的中一全面改以英文授課，四年後停辦中文部及轉為津貼中學。然而，此校自1990年代中起，不再全面以英語授課；其後，再因1997年政府推行「母語教學」政策，而此校未達開設英文班的水準，因此需要全面恢復以中文授課，並維持至今。
而在1964年起，此校曾一度與同年開辦的嶺南大學香港同學會小學「結龍」，其時該校小六畢業生可獲保升至此校。然而，兩校早已解除「結龍」關係。
由於此校舊址需要與同系的嶺南小學及幼稚園共用，導致可用空間不足。因此，嶺南中學先於1990年3月申請分拆，而自此校分拆的「嶺南（杏花邨）中學」獲分配位於杏花邨現址的擬建校舍，但因故改於小西灣建校。及後，此校再申請校舍重置，並於1998年獲分配上述用地。隨著此校新校舍於1999年9月啟用，上述中學相應更名為「嶺南衡怡紀念中學」，免生混淆。
2000年12月9日，現存校舍舉行揭幕典禮，由教育統籌委員會主席梁錦松主持。

## 班級與課程
此校各級設有4班，共設24班，除英文科外均以中文授課。
而在高中選修科方面，此校設有化學、生物、物理、企會財、經濟、歷史、地理、旅遊與款待、中史、資訊及通訊科技在內，共10個選修科選項。

## 校政管理
歷任校監
- 錢乃信博士（1956年-1968年，兼任此校及嶺南小學校長）
- 黃炳禮先生（1968年-？，本身為博富臨置業創辦人）[14]
- 韋基球先生（？-1984年）[15]
- 伍步剛先生，JP（1984年-1989年）[16][17]
- 黃伯鏗先生（1989年-？）[18]
- 李林建華女士（約1990年代初-中；1993年起兼任聖公會林裘謀中學校監；2023年獲授嶺南教育機構終身名譽主席銜頭）
- 陳林麗冰女士（？-2001或2002年）[12]
- 老元迪先生（2001或2002年-2005年）[19]
- 陳少文先生（2005年-2009年）[20]
- 羅世傑醫生（2009年-2017年）[21]
- 李以力先生（2017年內）
- 方志華博士（2017年-2024年）[22]
- 唐正馨女士（2024年起，現任校監）

歷任校長
- 陳銳汝先生（1946年-1956年，創校校長，兼任嶺南小學校長，下同）（1961年逝世）[23]
- 錢乃信博士（1956年-1968年）[24]
- 麥贊江先生（1968年，初時為代校長；同年9月獲得真除，不久因病提早退休）[14][25]
  - 梁文勇先生（1969年，代校長）[25]
- 阮康成先生（1969年-1972年，兼任嶺南書院校長）
  - 麥吳玉洲女士（1972年-1973年，代校長，兼任嶺南書院校長）
- 黃勵文先生（1973年-1981年，由柏立基教育學院轉職，兼任嶺南書院校長）
- 鄧宗泰先生[26]（1981年-1996年，由他校轉職，1993年後專任中學部校長，下同；1994年起再兼任他校校監）
- 陳瑞漢長老（1996年-2002年；1999年起兼任他校校監[27]）
- 羅燦輝博士（2002年-2014年，後轉任他校校長[28]）
- 李鳳蘭女士（2014年-2021年）
- 钟慧晶女士（2021年9月履新，現任校長）

## 校舍
此校現時的校舍為一座1998年版中學靈活式校舍，佔地約8,000平方米，設有30間課室連各種特別室。校舍由廣源建築承建，於1999年8月18日交付。
值得一提的是，此校與另外三間中、小學，均為香港主權移交後，首批交付立法會審議的新建校計劃之一，於1997年11月審議。

### 校舍圖集

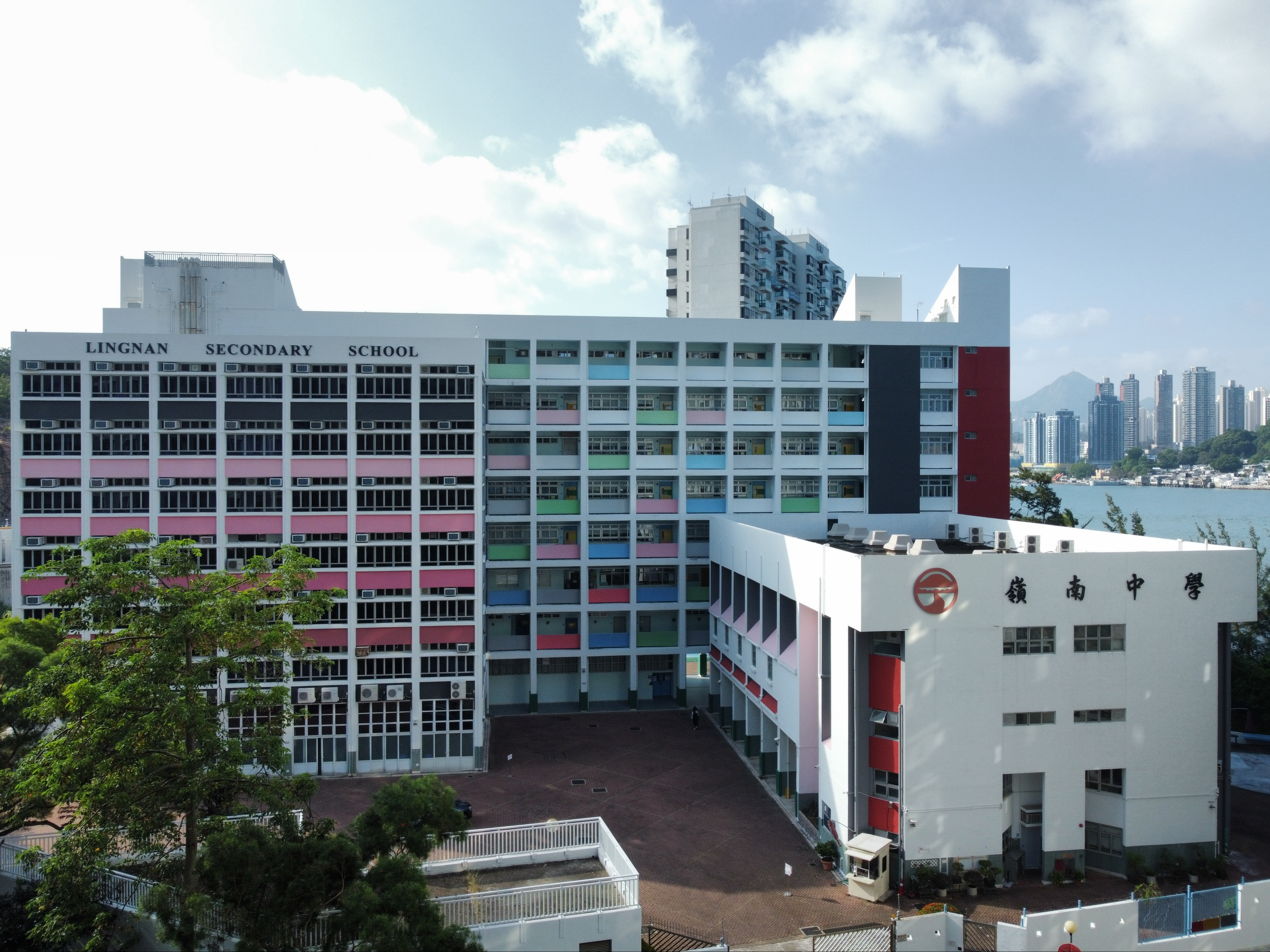
校舍正前方
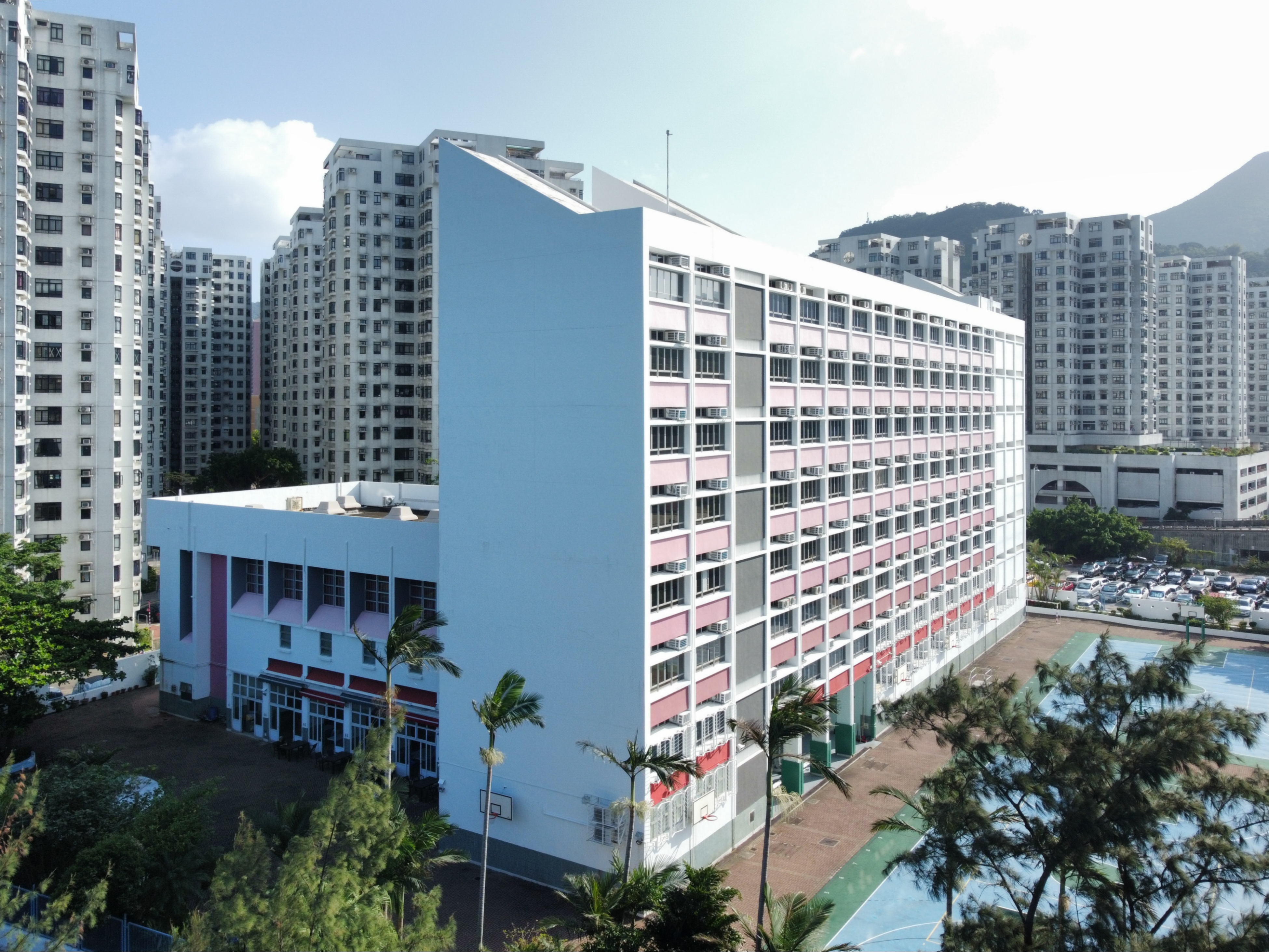
校舍西北面，前臨操場
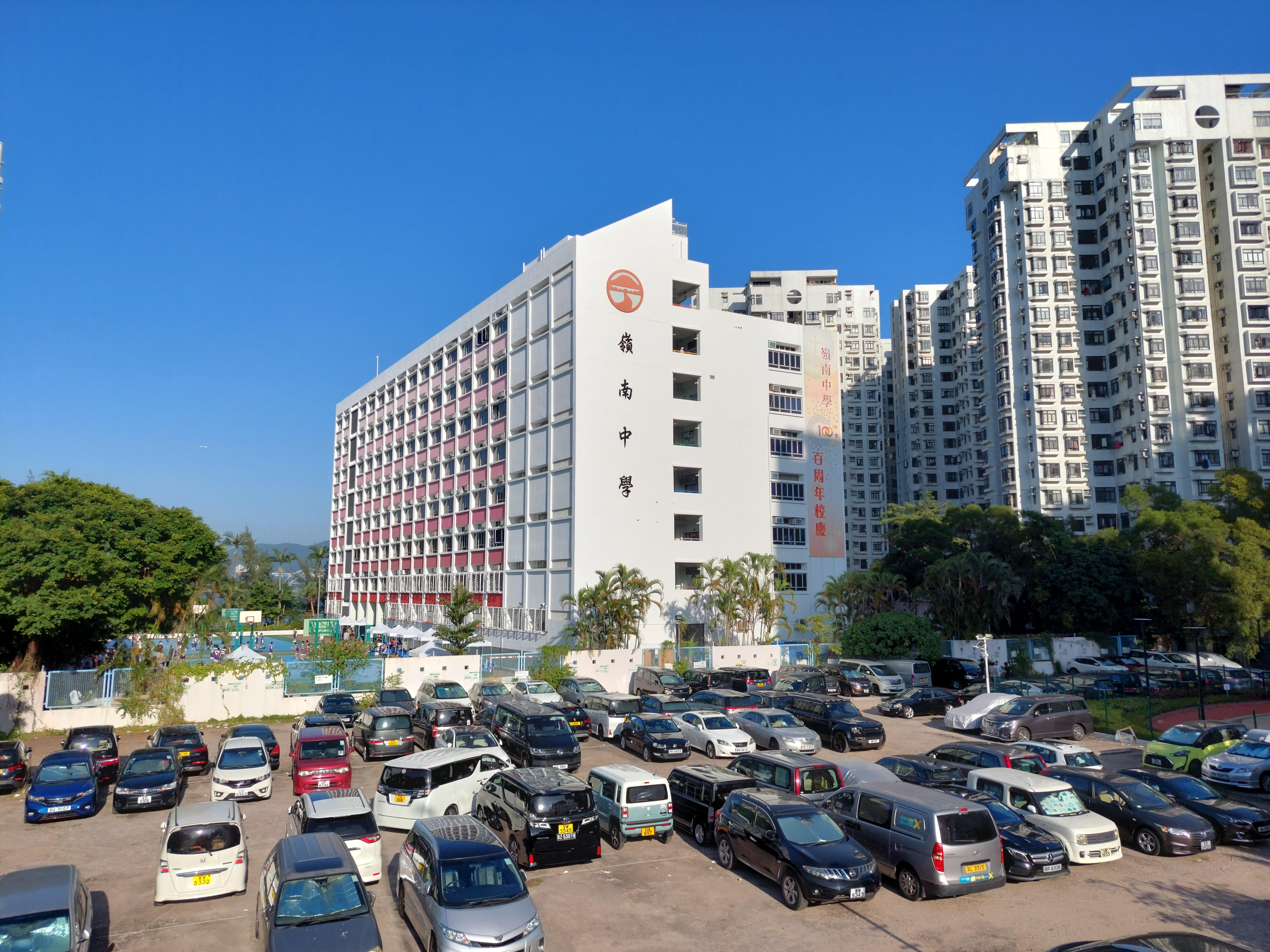
盛泰道角度
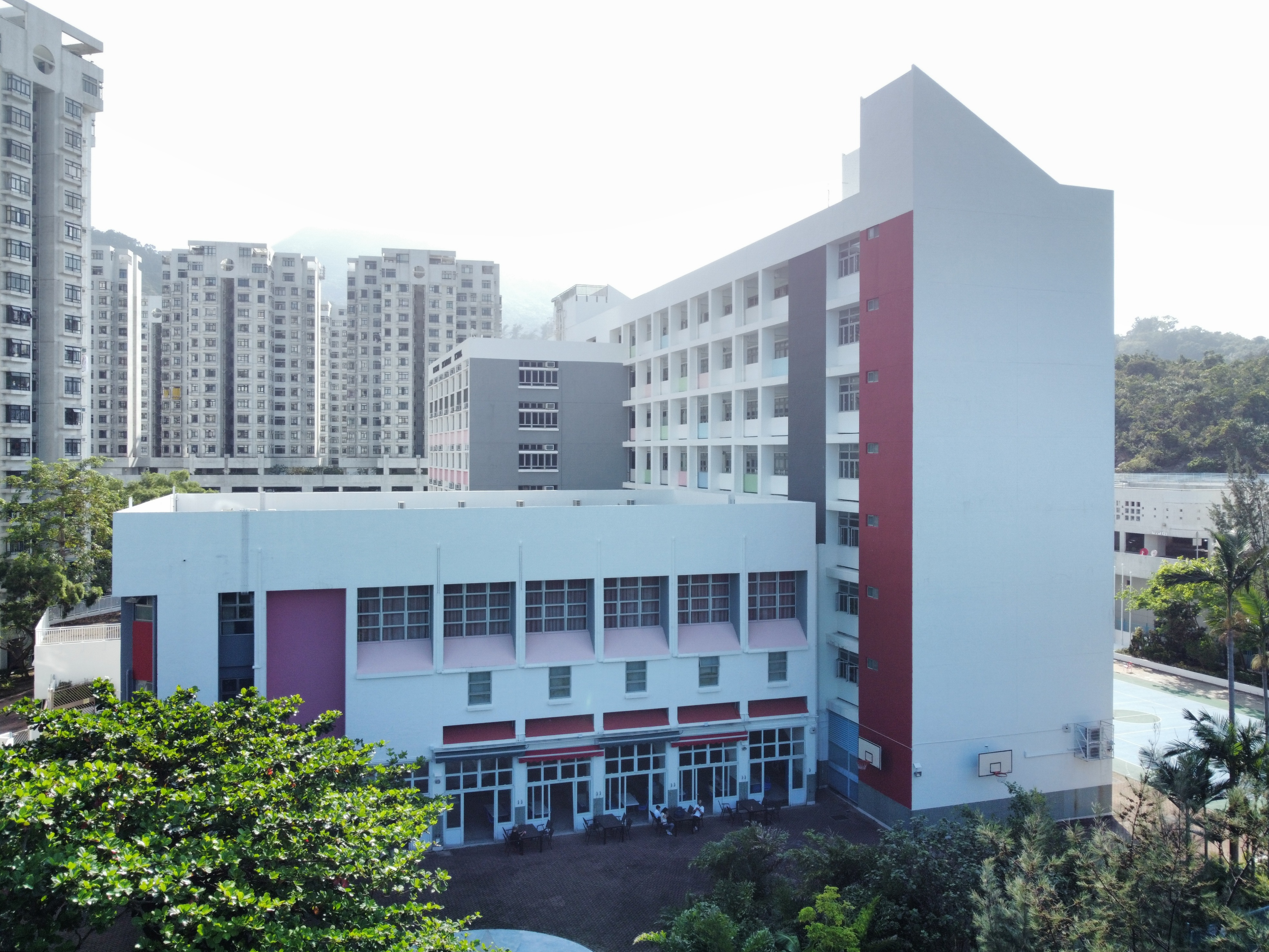
校舍東北面

## 事件
- 2012年5月，此校校方曾被質疑將引進兩年、但未有成效的緝毒犬強行逐出校園，更有傳該狗隻因無人收養而被人道毀滅[31][32]。其後，該狗隻獲證實仍然健在，但事件已惹起各界關注[33]。

## 著名/傑出校友
政治及商界
- 羅德丞，大紫荊勳賢，CBE，JP - 已故前香港行政局及立法局議員[34]
- 黎景隆 - 利奧集團首席財務官兼集團董事、香港印刷業商會副會長（1986年畢業）[35]
- 林芝強 - 協盛協豐控股前執行董事及行政總裁[35]
- 李秀恒 - 已故香港鐘錶企業家、全國政協委員及前香港中華廠商聯合會會長（1974年中七）[36]
- 林高演 - 恆基兆業系企業管理層（1968年中五）[37]
- 楊永庥 - 前區域市政局議員、離島區議員及梅窩學校校監[38]
- 郭琳褒 - 前香港永安百貨公司董事長[39]
- 陳少文 - 會計師，曾任此校校監（1978年中七）[40]

演藝界及體育
- 曾江 - 香港已故著名男演員[註 4]（肄業）
- 張智霖 - 香港著名男藝人（1987年中四）[41]
- 黃秋生 - 香港著名男演員（初中）
- 楊偲泳 - 香港著名女演員及排球員（2010年中五）
- 錢小豪 - 香港著名男演員及動作指導（1979年肄業）[42]
- 陳建文 - 香港男演員
- 梁少狄 - 香港男演員
- 張煒 - 香港男演員[43]
- 宋芝齡 - 香港電視節目主持、電視演員[44]
- 劉偉強 - 香港著名電影導演（1980年中五）[35]
- 李保樟 - 香港電影導演
- 張學潤 - 已故香港著名形象設計師（1980年中五）
- 陳永業 - 著名敲擊樂演奏家
- 梅紹武 - 中國內地翻譯家、第6、7、8、9屆全國政協委員、梅蘭芳之子
- 阮德鏘 - 香港電台第五台節目主持、前香港無綫電視藝人（1995年中三肄業）
- 袁志偉 - 香港男歌手（1977年中三肄業）
- 鄒世孝 - 前香港電視劇監製（1961年中六）[45][46]
- 劉楝平 - 足球員
- 張金根 - 足球員
- 王君適 - 騎師、練馬師
- 林寶玉 - 亞視女藝人、經理人
- 曾景文 - 美國華裔水彩畫家[47]

文化、宗教及傳媒界
- 鄺凱迎 - 香港傳媒人、前亞洲電視高級副總裁（1967年中五）[48][49][50]
- 葉惠民 - 香港著名茶道家及音樂人、1996年香港十大傑出青年
- 陶傑 - 香港專欄作家及傳媒工作者（1975年中五）
- 黎廷瑤 - 星島新聞集團行政總裁
- 余迪偉 - 香港商業電台節目主持、作者
- 劉沛龍 - 香港唱片騎師[51]
- 毛勝綿 - 前真証傳播董事會主席（1967年中五）[49][50]
- 陳萬雄，JP - 香港聯合出版集團副董事長、第十一屆全國政協委員（1973年）[52][53]

教育及醫學界
- 韋基球 - 前嶺南教育機構主席[38][54]
- 陳方正 - 香港中文大學中國文化研究所前所長[55]
- 李有斌 - 聖公會紀岳小學、聖公會奉基千禧小學、聖公會聖安德烈小學及聖公會聖多馬小學前校長（1967年中五）[49][50][56]
- 關偉益 - 聖公會聖約翰小學及聖公會聖米迦勒小學前校長
- 陳竟明 - 香港中文大學生命科學學院前副教授及環境科學課程主任（1978年中六）
- 阮康成 - 嶺南中學前校長（1936年）[57]
- 左偉國 - 香港牙科醫生、前北京醫科大學客席助理教授、前香港愛滋病顧問局主席、中國疾病控制及預防中心性病及愛滋病控制及預防中心榮譽教授、香港衛生署榮譽顧問（1967年中五）[49][50]
- 鄭滋斌 - 已故香港城市大學中文及歷史學系副教授（1973年中五）[58]
- 鄔恆蔚 - 內科以及癌症專科醫生、前新疆醫科大學客座醫師教授（1965年中六）[59]

## 註解
1. ↑  2021/22年度[2]
2. ↑  1969年改名為嶺南教育機構，並沿用至今
3. ↑  分別為青松侯寶垣中學、獅子會何德心小學及伊利沙伯中學舊生會小學分校。
4. ↑  資料出自香港電台第一台廣播節目《守下留情》於2019年11月4日播出的曾江訪問。

## 外部連結
- 嶺南中學官方網站 （页面存档备份，存于）

22°16′46.36″N 114°14′20.3″E / 22.2795444°N 114.238972°E